# Municipio de Osborne (Kansas)
El municipio de Osborne (en inglés, Osborne Township) es un municipio del condado de Sumner, Kansas, Estados Unidos. Según el censo de 2020, tiene una población de 226 habitantes.

## Geografía
Está ubicado en las coordenadas 37°15′33″N 97°31′50″O / 37.25917, -97.53056. Según la Oficina del Censo de los Estados Unidos, tiene una superficie total de 89.20 km², correspondientes en su totalidad a tierra firme.

## Demografía
Según el censo de 2020, hay 226 personas residiendo en la zona. La densidad de población es de 2.53 hab./km². El 89.38 % de los habitantes son blancos, el 0.44 % es asiático y el 10.18 % son de una mezcla de razas. Del total de la población, el 2.21 % son hispanos o latinos de cualquier raza.